# Surinam na Mistrzostwach Świata w Lekkoatletyce 2017
Surinam na Mistrzostwach Świata w Lekkoatletyce 2017 – reprezentacja Surinamu podczas Mistrzostw Świata w Londynie liczyła 1 zawodnika, który nie zdobył medalu.

## Skład reprezentacji
| Zawodnik         | Konkurencja | Kwalifikacje | Kwalifikacje | Finał | Finał   |
| Zawodnik         | Konkurencja | Wynik        | Pozycja      | Wynik | Pozycja |
| ---------------- | ----------- | ------------ | ------------ | ----- | ------- |
| Miguel van Assen | trójskok    | 16,38        | 23.          | NQ    | NQ      |